# Montserrat Grau
Montserrat Grau Rodas (Chile, 12 de octubre de 1995) es una futbolista chilena que juega como centrocampista. Actualmente defiende los colores de la Magallanes del torneo femenino de ese país.

## Trayectoria
En 2010 fue parte del plantel de la Selección Femenina Sub-15 que logró la Medalla de oro en los primeros Juegos Olímpicos de la Juventud Singapur 2010 donde además fue la capitana del equipo.
Sus pasos por el Fútbol son en Colo-Colo, Universidad de Chile, Ohio University y Real Murcia.
Ha trabajado en Televisión como Comentarista, prestando sus servicios en Zona Latina analizando la Copa Libertadores Femenina 2021 y también ha trabajado para ESPN.

## Clubes
| Club                 | País           | Año         |
| -------------------- | -------------- | ----------- |
| Colo-Colo            | Chile          | 2010 - 2013 |
| Universidad de Chile | Chile          | 2014 - 2016 |
| Ohio University      | Estados Unidos | 2017 - 2018 |
| Universidad de Chile | Chile          | 2019 - 2020 |
| Real Murcia          | España         | 2021        |
| Universidad de Chile | Chile          | 2021 - 2022 |
| Magallanes           | Chile          | 2023        |

## Palmarés

### Títulos nacionales
| Título                    | Club                 | País  | Año    |
| ------------------------- | -------------------- | ----- | ------ |
| Campeonato Nacional       | Colo-Colo            | Chile | 2010   |
| Campeonato Nacional       | Colo-Colo            | Chile | 2013-A |
| Campeonato Nacional       | Colo-Colo            | Chile | 2013-C |
| Copa de Campeonas         | Colo-Colo            | Chile | 2013   |
| Primera División de Chile | Universidad de Chile | Chile | A-2016 |
| Primera División de Chile | Universidad de Chile | Chile | 2021   |

### Campeonatos internacionales
| Título                          | Equipo                                       | País  | Año  |
| ------------------------------- | -------------------------------------------- | ----- | ---- |
| Juegos Olímpicos de la Juventud | Selección femenina de fútbol sub-15 de Chile | Chile | 2010 |